# Salernoskolan

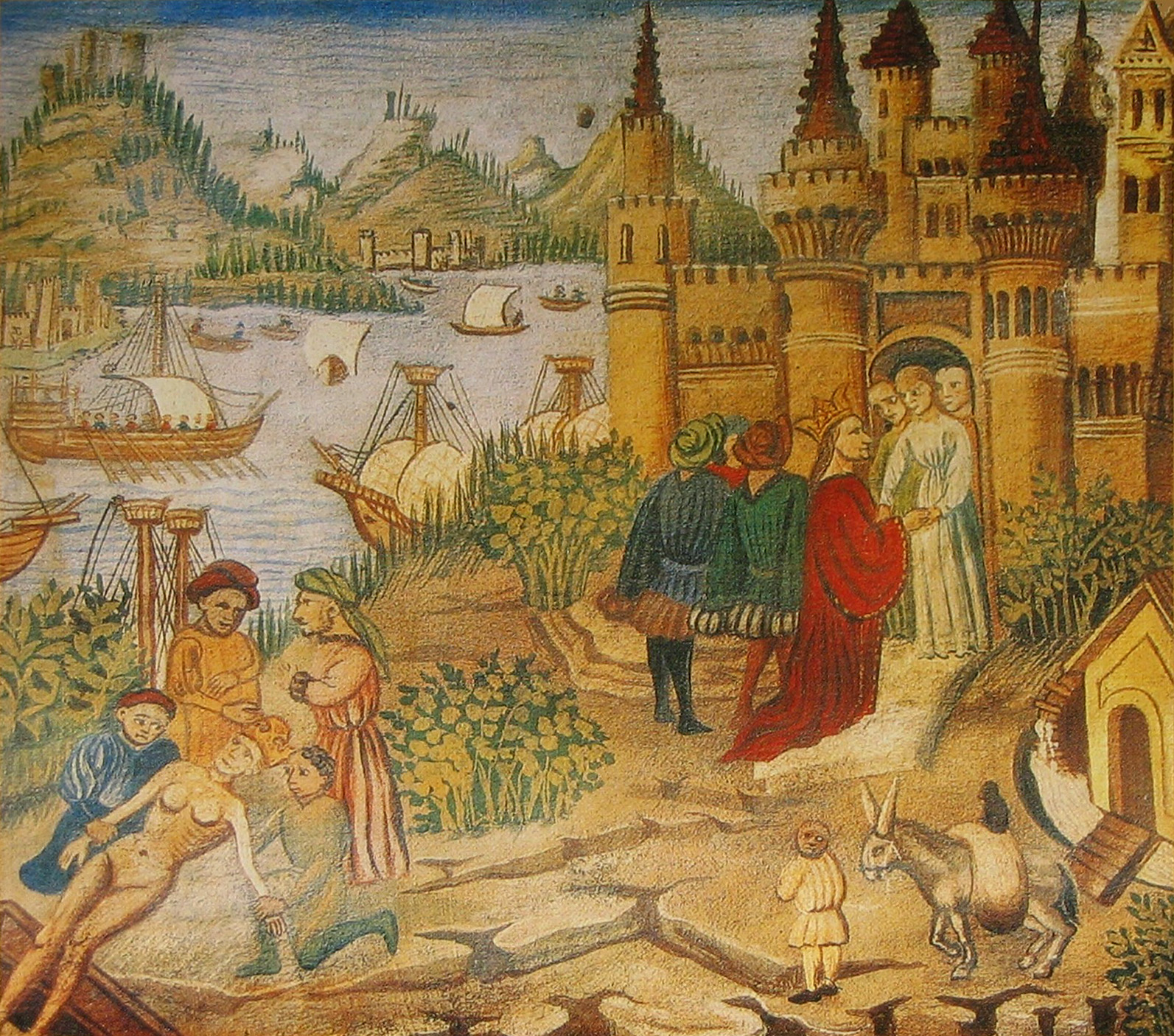
Salernoskolan.
Från den medicinska encyclopedin Qânûn av den persiske läkaren Avicenna omkring år 1000.

Salernoskolan (latin: Schola Medica Salernitana) var en läkarskola under 900-1100-talen i Salerno, söder om Neapel i Italien. Den var en fri undervisningsanstalt och var inte knuten till kyrkan som den medicinska vetenskapen ofta var på den tiden. 
Skolan fick sina impulser från såväl den grekiska som den arabiska medicinen och blev härigenom en indirekt utveckling av den gamla egyptiska medicinska kulturen. Därifrån utgick många läkare av hög standard till arméerna, till de i de större städerna nybildade hospitalen och till de kungliga och furstliga hoven i Europa. Många viktiga medicinska skrifter utgavs från skolan. Den populärmedicinska dikten Regimen sanitatis Salerni med hälsoregler fick stor spridning och är skolans förnämsta skrift.
En viktig företrädare för Salernoskolan var Roger av Salerno.